# Tu będzie mój dom
Tu będzie mój dom (A Place to Call Home) – australijski serial telewizyjny nadawany przez stację Seven Network od 28 kwietnia 2013 roku. W 2015 został przeniesiony na kanał SoHo i jest na nim nadawany do 21 października 2018 roku.
W Polsce serial jest emitowany od 1 grudnia 2015 roku przez FilmBox Premium.

## Obsada

### Główna
- Marta Dusseldorp jako Sarah Adams
- Noni Hazlehurst jako Elizabeth Bligh
- Brett Climo jako George Bligh
- David Berry jako James Bligh
- Abby Earl jako Anna Poletti
- Arianwen Parkes-Lockwood jako Olivia Bligh
- Aldo Mignone jako Gino Poletti
- Frankie J. Holden jako Roy Briggs
- Sara Wiseman jako Carolyn Bligh
- Jenni Baird jako Regina Standish

### Drugoplanowe
- Deborah Kennedy jako Doris Collins
- Heather Mitchell jako Prudence Swanson
- Dina Panozzo jako Carla Poletti
- Krew Boylan i Amy Mathews jako Amy Polson
- Angelo D’Angelo jako Amo Poletti
- Jacinta Acevski jako Alma Grey
- Dominic Allburn jako Harry Polson
- Scott Grimley jako Norman Parker
- Michael Sheasby jako Bert Ford
- Ben Winspear jako Dr. René Nordmann

## Sezony
| Sezon | Sezon | Odcinki | Premierowa emisja   | Premierowa emisja    | Premierowa emisja | Premierowa emisja | Premierowa emisja |
| Sezon | Sezon | Odcinki | Premiera sezonu     | Finał sezonu         | Premiera sezonu   | Finał sezonu      |                   |
| ----- | ----- | ------- | ------------------- | -------------------- | ----------------- | ----------------- | ----------------- |
|       | 1     | 13      | 28 kwietnia 2013    | 21 lipca 2013        | 1 grudnia 2015    | 17 grudnia 2015   |                   |
|       | 2     | 10      | 11 maja 2014        | 13 lipca 2014        | 18 grudnia 2015   | 4 stycznia 2016   |                   |
|       | 3     | 10      | 27 września 2015    | 29 listopada 2015    | 5 stycznia 2016   | 26 stycznia 2016  |                   |
|       | 4     | 12      | 11 września 2016    | 27 listopada 2016    |                   |                   |                   |
|       | 5     | 12      | 8 października 2017 | 24 grudnia 2017      |                   |                   |                   |
|       | 6     | 10      | 19 sierpnia 2018    | 21 października 2018 |                   |                   |                   |